# 電波工学
電波工学（でんぱこうがく、英語：Radio-frequency (RF) engineering）は、電波を工学的に利用する事に関する学問分野である。無線工学ともいう。

## 概説
厳密な定義が存在する訳ではないが、電波という場合は無線通信や電波測位（航法無線）のような情報利用の応用分野で多く用いられ、電磁波という場合は情報通信に加えて送電や加熱のようなエネルギー伝送を含めたより広い電磁現象として学術分野で用いられることが多い。
応用利用分野では無線通信、電波測位（航法無線）等があり、それを実現する技術として電波計測、電波伝播、電波障害等の技術分野がある。機器としての実装に関する題材としてアンテナ・給電線等がある。
電波工学が対象とする電波の周波数領域は、電波の利用及び応用を目的としている点でいわゆる電波法で規定されている周波数領域として「三百万メガヘルツ以下の周波数の電磁波」即ち「3THz」以下の電磁波である。
電波を通信、計測等に利用するための学問的基礎としては電気磁気現象を扱う電磁気学、電気回路学があり、より実利用に近いところとしてアンテナ(空中線)、電波伝播、電磁波伝送、電子回路等に関する技術がある。これらの設計にあたっては数式を用いたモデル化・定式化が行われ、計算機シミュレーションによる検討もよく行われる。
関連する分野に、同じく電磁波を利用するものとして電力の遠隔送電、食品やプラズマの加熱のようなエネルギー伝送を扱う電磁波工学や、電子機器間での電磁干渉をあつかうEMC（electromagnetic compatibility）工学がある。